# Як позбутися хлопця за 10 днів
Як позбутися хлопця за 10 днів — комедійний фільм 2003 року, знятий за сценарієм, створеним на основі однойменної книги порад з картинками Мішель Александер і Джинні Лонг.

## Сюжет
Журналістка Енді Андерсон з журналу отримує досить незвичайне редакційне завдання, яке до того ж треба зробити дуже швидко. Вона мусить написати статтю про те, що вигадують жінки для того, щоб звільнитися від чоловіка, коли вони його більше не хочуть бачити поруч. На все про все в неї тільки 10 днів, через які матеріал повинен лежати на столі головного редактора. Їй необхідно знайти в натовпі хлопця, закохати в себе, а потім вчинити всі класичні викрутаси примхливої красуні. На біду Енді, її вибір припав на молодого рекламного агента Бенджаміна Беррі, який сам якраз уклав зі своїм босом парі, що він зможе закохати в себе дівчину за 10 днів. Чи може таке дивне знайомство, засноване на авантюрі і замішане на брехні, привести до взаємності?

## У ролях
| Актор              | Роль            |
| ------------------ | --------------- |
| Меттью Мак-Конагей | Бенджамін Беррі |
| Кейт Гадсон        | Енді Андерсон   |
| Кетрін Ган         | Мішель          |
| Енні Перісс        | Джинні          |
| Адам Голдберг      | Тоні            |
| Томас Леннон       | Таєр            |
| Мішель Мішель      | Джуді Спірс     |
| Шалом Гарлов       | Джуді Грін      |
| Роберт Клейн       | Філліп Воррен   |
| Бібі Нойвірт       | Лана            |
| Ліліан Монтевеччі  | місіс Делавер   |

## Сприйняття
Фільм, незважаючи на хороші збори, отримав змішані відгуки: Rotten Tomatoes дав оцінку 42 % на основі 150 відгуків від критиків і 77 % від більш ніж 250 000 глядачів.